# 移動電話/カミナリと風
「移動電話／カミナリと風」（いどうでんわ／カミナリとかぜ）は、井上陽水の39枚目のシングル。

## 概要
- 陽水の初の両A面シングルである。
- TBS系全国ネットドラマ『夢みる頃を過ぎても』タイアップ。「移動電話」は主題歌、「カミナリと風」は挿入歌である。

## 収録曲
1. 移動電話 (5:18)
作詞・作曲:井上陽水、編曲:小林武史
2. カミナリと風 (3:48)
作詞・作曲・編曲:井上陽水
3. 移動電話 (オリジナル・カラオケ) (5:20)
4. カミナリと風 (オリジナル・カラオケ) (3:40)